# Withego von Furra
Withego I. von Furra, auch Withego de Wuor, Witigo (* vor 1250; † 6. März 1293) war von 1266 bis 1293 Bischof von Meißen.

## Name und Herkunft
Withego stammte aus einem thüringischen Ministerialengeschlecht. Der Beiname de Wuor bezieht sich auf die Burg Furra zwischen Nordhausen und Sondershausen. Bis ins 19. Jahrhundert hinein wurde mitunter vermutet, Bischof Withego stamme wie sein Nachfolger Bernhard von Kamenz aus dem Geschlecht der Herren von Kamenz, da der Name Withego bei diesen häufig vorkam. Dies konnte später widerlegt werden.
Ein Kanonikus Withego findet sich im Jahr 1250 erstmals im Marienstift zu Erfurt erwähnt. Withego stiftete am 26. September des Jahres 1274 als Seelgerät zwei Vikarien in der Erfurter Marienkirche. Hier war er vermutlich als Domicellar unterrichtet worden, bevor er Kanoniker des Stifts wurde.
1255 wird Withego als cantor et prepositus in Northusen genannt. 1263 tritt er als Pronotar in den Dienst des Markgrafen Heinrich des Erlauchten, dem er möglicherweise auch die Erhebung zum Bischof 1266 verdankte.

## Withego als Bischof
Mit seiner Wahl trat er aus dem Dienst des Markgrafen aus. Es gelang ihm in seiner fast drei Jahrzehnte währenden Amtszeit den Meißner Stiftsbesitz gegenüber dem Markgrafen von Meißen und den askanischen Markgrafen der Oberlausitz sowie kleineren Herren zu sichern und auszubauen. Dabei setzte er gezielt Exkommunikation und Interdikt ein, um Druck auf weltliche Herrscher auszuüben.
Er förderte die Verehrung des heiligen Benno.
1274 nahm Withego am Konzil von Lyon teil, wurde von diesem allerdings 1277 bis 1281 exkommuniziert, da er sich weigerte den dort beschlossenen Zehnten für einen neuen Kreuzzug zu entrichten.

## Grabmonument
Die Grabplatte ist als abgetretene Sandsteinplatte mit lesbarer lateinischer Umschrift erhalten geblieben.
Sein Grab fand sich einst, wie eine graphische Darstellung der Begräbnisplätze im Meißner Dom von 1593 zeigt, vor dem Heiligkreuzaltar. Noch im Jahr 1919 fand man die Grabplatte mit eingeritztem Bischofsbildnis und Umschrift im nördlichen Seitenschiff des Meißner Domes.